# Хупа

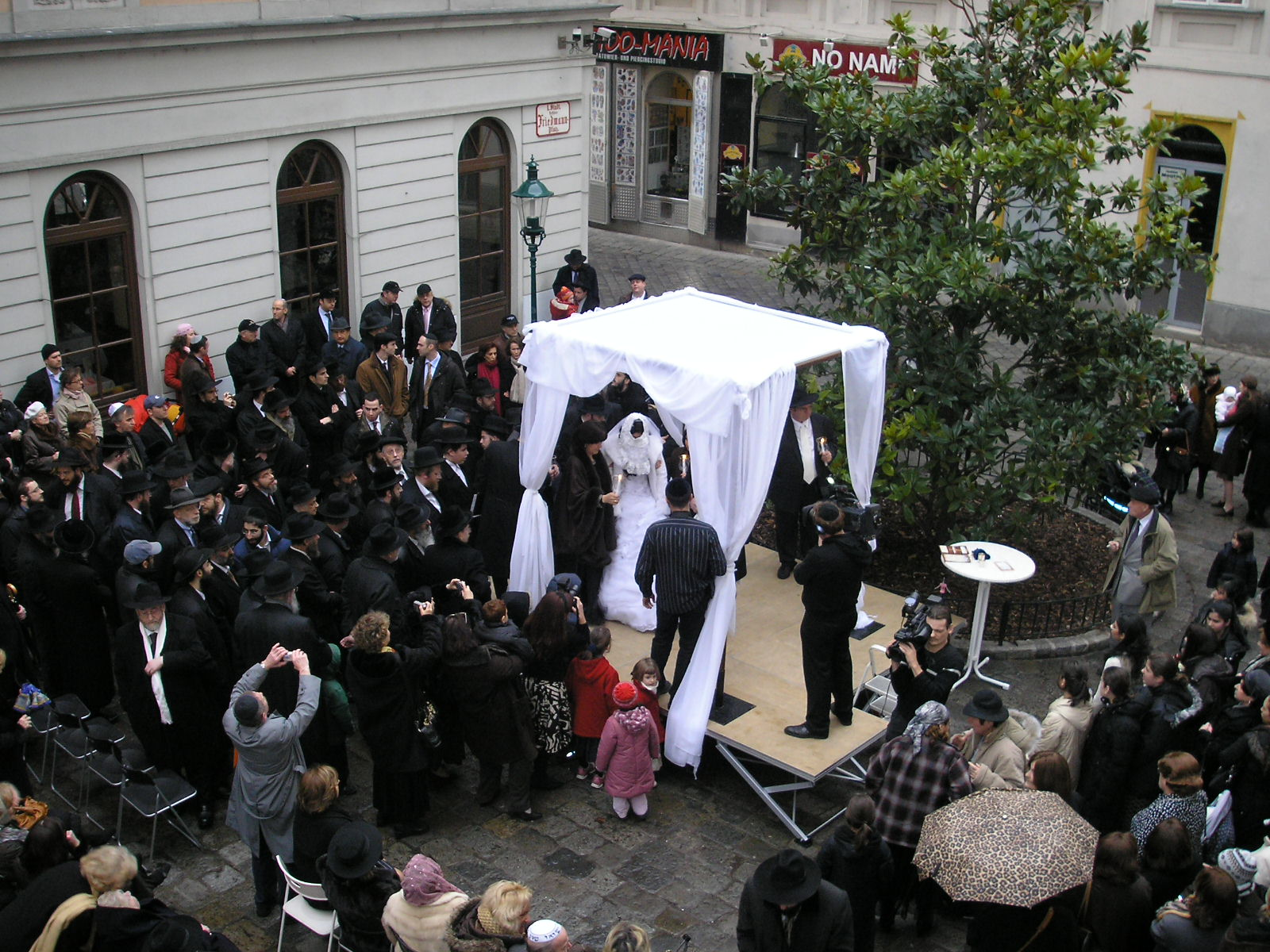
Ортодоксальне єврейське весілля з хупою у першому окрузі Відня, поряд з Юденгассе, 2007 рік

Хупа (наголос на перший склад у сефардській вимові, на другий — в ашкеназькій; івр. חופה — «балдахін, полог») — балдахін, під яким єврейська пара стоїть під час церемонії свого одруження, а також сама ця церемонія. Хупа — це тканина або простирадло, натягнуте або підтримуване над чотирма жердинами до чотирьох стовпів (іноді використовується таліт, прив'язаний за цицит). Іноді хупу тримають руками помічники, які обслуговують церемонію. Хупа символізує майбутній будинок, який пара збудує разом (за іншим трактуванням — до якого наречений вводить наречену). Хоча єврейський шлюб вважають дійсним і за відсутності хупи, її вважають основною складовою єврейського весілля.
Традиційна хупа, особливо в ортодоксальному юдаїзмі, рекомендує, щоб над хупою було відкрите небо, хоча це не є обов'язковим серед сефардських громад. Якщо весільна церемонія проводиться в приміщенні в залі, іноді будується спеціальний отвір, який відкривається під час церемонії. Багато хасидів вважають за краще проводити всю церемонію на відкритому повітрі. Кажуть, що на церемонії хупи присутні предки пари. У єменських громадах практикою було не те, що наречений і його наречена стояли під балдахіном (хупа), підвішеним на чотирьох стовпах, як це широко практикується сьогодні на єврейських весіллях, а скоріше усамітнювалися у весільній кімнаті, яка по суті, була дуже прикрашена кімната в домі нареченого, відома як хупа. Символ Хупи часто малюють або вишивають після церемонії Брит-мила хлопчика на його вимпелі Тори. У цьому випадку хупа символізує бажання, щоб життя хлопця було під керівництвом Бога і щоб він створив традиційну сім'ю.